# Peter Altmeier

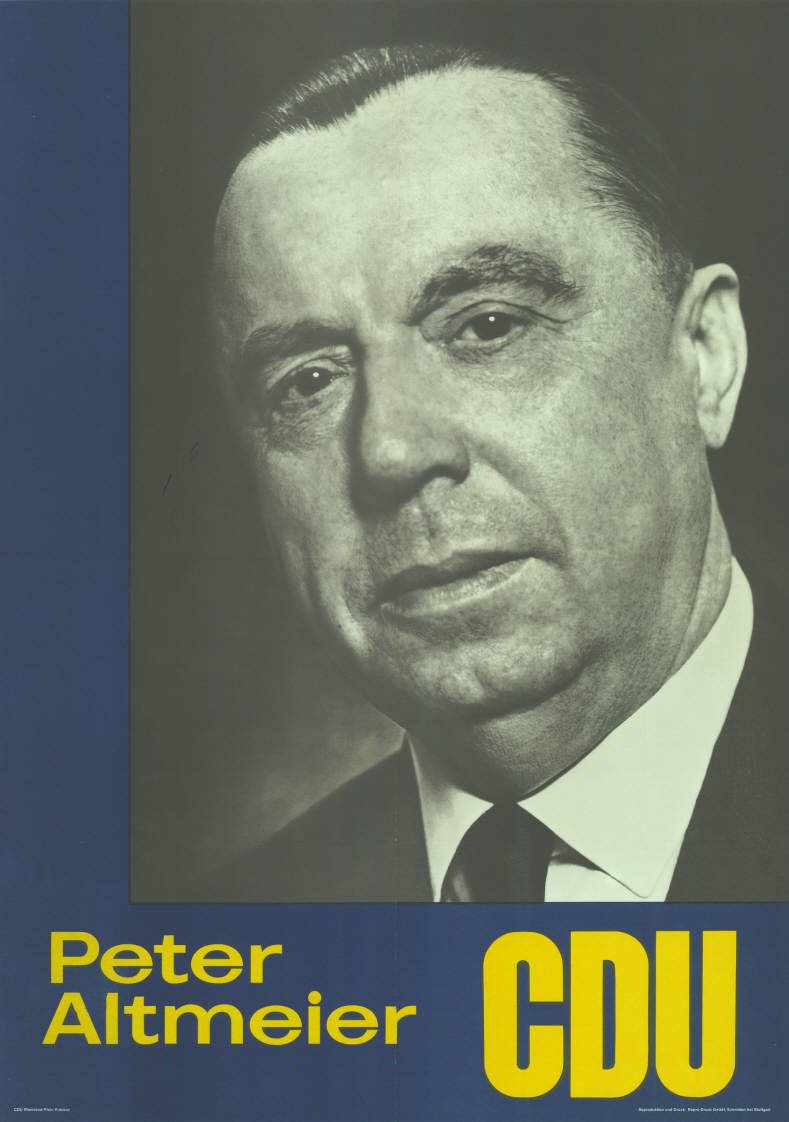
Peter Altmeier auf einem Wahlplakat der CDU Rheinland-Pfalz 1963

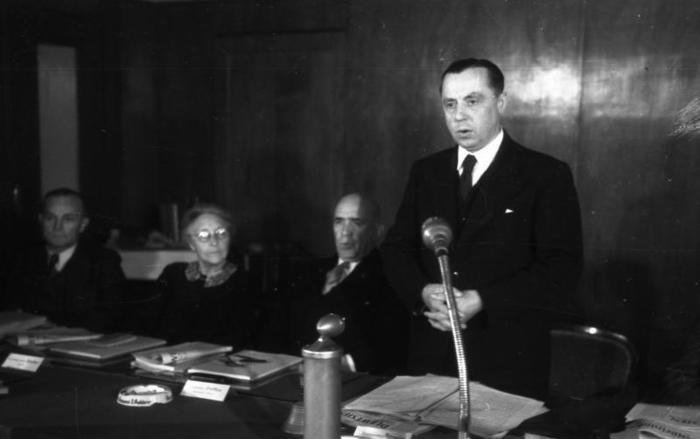
Ministerpräsident Peter Altmeier auf der Rittersturz-Konferenz 1948

Johann Peter Altmeier (* 12. August 1899 in Saarbrücken; † 28. August 1977 in Koblenz) war ein deutscher Politiker (Zentrum, später CDU). Von 1947 bis 1969 war er der zweite Ministerpräsident des Landes Rheinland-Pfalz. Mit fast 22 Jahren Amtszeit ist er der bisher am längsten ohne Unterbrechung regierende Ministerpräsident eines deutschen Bundeslandes.

## Familie und Beruf

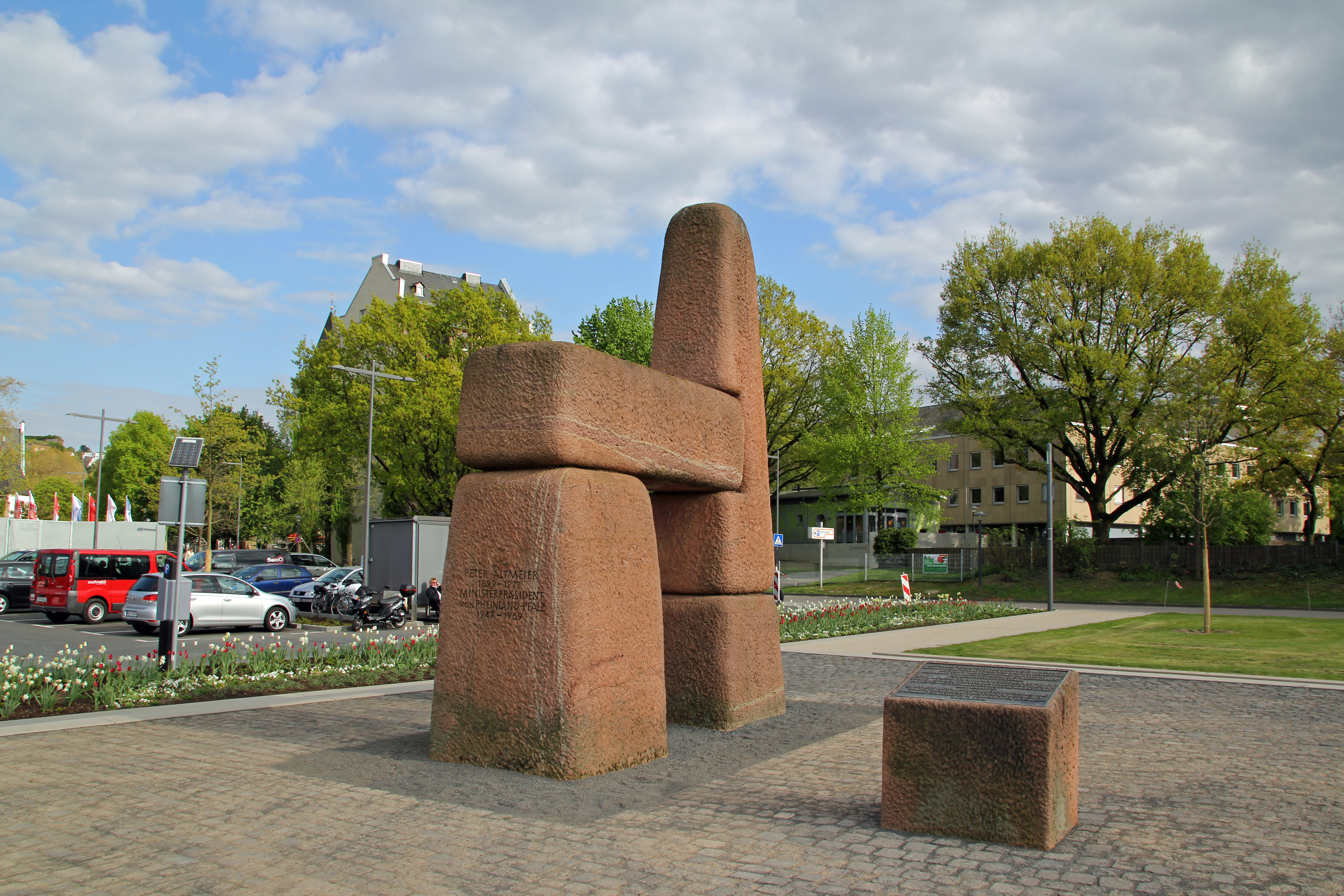
Das Peter-Altmeier-Denkmal in den Moselanlagen von Koblenz

Peter Altmeier wurde als Sohn des gleichnamigen Verbandssekretärs der Katholischen Arbeitnehmer-Bewegung in Saarbrücken geboren und wuchs in Koblenz auf. Nach dem Besuch der Volksschule wurde er zur Armee eingezogen, nahm als Soldat am Ersten Weltkrieg teil und geriet zuletzt in Gefangenschaft.
Nach seiner Rückkehr aus der Kriegsgefangenschaft besuchte Altmeier die Handelsschule, absolvierte 1922/23 eine kaufmännische Ausbildung und arbeitete anschließend als leitender Angestellter in der Privatwirtschaft. Von 1940 bis 1946 war er Prokurist und Geschäftsführer eines rheinischen Großhandelsbetriebs.
Altmeier war seit 1925 verheiratet; das Ehepaar hat zwei Kinder. Sein Bruder Hanns Altmeier war ein bekannter Kunstpädagoge, Maler und Grafiker.
Peter Altmeiers Nachlass befindet sich im Landeshauptarchiv Koblenz.

## Partei
Während der Zeit der Weimarer Republik schloss Altmeier sich dem Windthorstbund an und wurde Mitglied der Zentrumspartei. Nach dem Zweiten Weltkrieg gehörte er zu den Gründern der CDU. Von 1946 bis 1966 war er Landesvorsitzender der Christdemokraten in Rheinland-Pfalz. Sein Nachfolger war Helmut Kohl, der ihn 1969 auch als Ministerpräsident ablöste.

## Abgeordneter
Altmeier war von 1927 bis 1933 Stadtverordneter in Koblenz. Nach der Befreiung der Stadt 1945 durch die Alliierten wurde er Mitglied des dortigen Bürgerrates. Er war 1946/47 Mitglied der Beratenden Landesversammlung von Rheinland-Pfalz und wurde anschließend in den Rheinland-Pfälzischen Landtag gewählt. Hier war er 1947 Vorsitzender der CDU-Fraktion sowie Vorsitzender des Ernährungs- und Versorgungsausschusses. 1971 schied er aus dem Landtag aus.

## Öffentliche Ämter
Altmeier wurde im Februar 1946 von der französischen Besatzungsbehörde zum Regierungspräsidenten von Montabaur ernannt. Nach der ersten Landtagswahl wurde er am 9. Juli 1947 als Nachfolger von Wilhelm Boden zum Ministerpräsidenten des Landes Rheinland-Pfalz gewählt. Er regierte zunächst mit einem Allparteienkabinett aus CDU, SPD, LDP und KPD, bildete im Dezember 1949 eine Große Koalition und übernahm nach der Landtagswahl 1951 die Leitung einer christlich-liberalen Koalition. Obwohl die CDU bei den Landtagswahlen 1955 und 1959 jeweils die absolute Mehrheit im Landtag erreicht hatte, behielt er das Regierungsbündnis mit der FDP bei. Auch 1963 und 1967 wurde jeweils eine CDU/FDP-Koalition gebildet.
In Personalunion zum Ministerpräsidentenamt leitete Altmeier vom 9. April 1948 bis zum 18. Mai 1967 das Ministerium für Wirtschaft und Verkehr, zudem vom 20. Oktober 1949 bis zum 12. Juni 1951 das Innenministerium. 1954/55 und 1965/66 amtierte er turnusgemäß als Präsident des Bundesrates. Am 18. Mai 1969 trat er auf Wunsch der Partei als Ministerpräsident zugunsten von Helmut Kohl zurück. Schon 1966, bei der Wahl Helmut Kohls zum Landesvorsitzenden der CDU Rheinland-Pfalz, hatte der Parteitag entschieden, dass Kohl „zu gegebener Zeit“ auch Altmeiers Nachfolger im Amt des Ministerpräsidenten werden solle.
Während Altmeiers Amtszeit wurde im Mai 1950 der Umzug der Landesregierung von Koblenz nach Mainz vollzogen, im April 1963 nahm in Mainz das Zweite Deutsche Fernsehen (ZDF) seinen Betrieb auf und im Mai 1964 wurde der Mosel-Schifffahrtsweg eröffnet. Im Jahr 1956 wurde Altmeier Vorteilsnahme vorgeworfen, nachdem er die Koblenzer Amtsvilla, in der er bis dahin als Regierungschef zur Miete gewohnt hatte, zu einem äußerst niedrig geschätzten Verkaufswert erwerben konnte. Im Zuge einer Verwaltungsreform wurden im Oktober 1968 die ehemaligen fünf Regierungsbezirke auf die Bezirke Koblenz, Rheinhessen-Pfalz und Trier reduziert. Des Weiteren machte Altmeier sich um die Schaffung eines „Landesbewusstseins“ in dem neugebildeten Bundesland verdient.

## Ehrungen

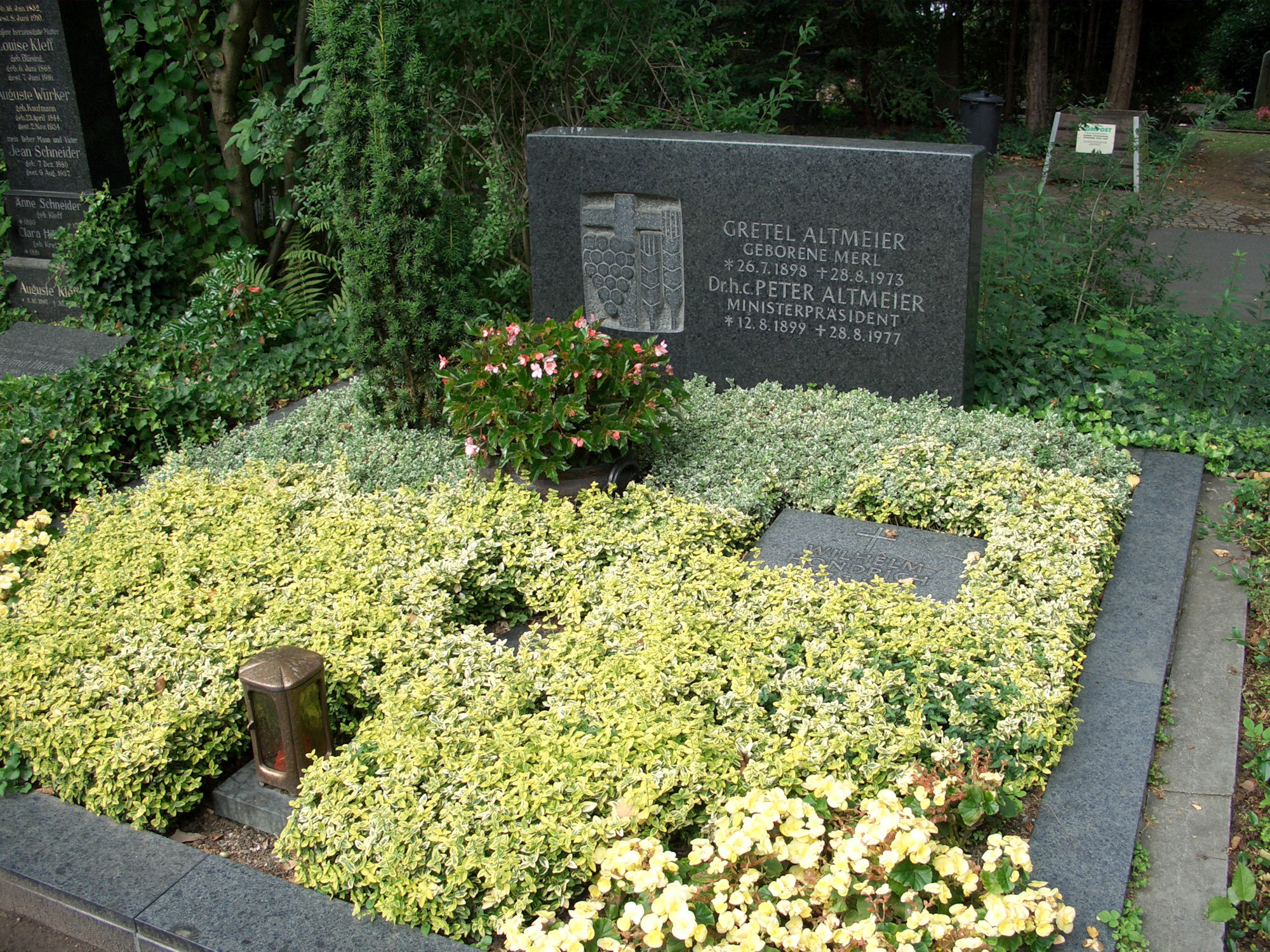
Grab von Peter Altmeier auf dem Hauptfriedhof Koblenz

Altmeier wurde 1953 mit dem Großkreuz der Bundesrepublik Deutschland ausgezeichnet. Er erhielt 1959 die Ehrenbürgerschaft der Stadt Koblenz. Im Jahr 1965 verlieh ihm die medizinische Fakultät der Universität Mainz die Ehrendoktorwürde. Später wurde er zum Ehrensenator der Hochschule für Verwaltungswissenschaften in Speyer ernannt. Am 19. Januar 1976 wurde er mit dem Saarländischen Verdienstorden ausgezeichnet. An ihn erinnert das 1981 eingeweihte Peter-Altmeier-Denkmal am rechten Moselufer in Koblenz unweit des Deutschen Ecks, das Moselufer trägt ebenfalls seinen Namen. Darüber hinaus trägt die Moselbrücke im Weinort Bruttig-Fankel seit ihrer Einweihung im Jahr 1974 seinen Namen. Altmeiers Grab befindet sich auf dem Koblenzer Hauptfriedhof.